# ماريا أرشدوقة النمسا
ماريا أرشدوقة النمسا Maria of Austria ( إنسبروك، 16 يونيو 1584 – إنسبروك، 2 مارس 1649) هي ابنة فرديناند الثاني، أرشيدوق النمسا وزوجته الثانية آن جوليانا غونزاغا.  تركت الحياة الملكية وتحولت لحياة الدين والعزلة في الكنيسة حينما أصبحت راهبة. 